# G3514/3515、G3513/3516次列车
G3514/3515、G3513/3516次列车是中国铁路运行于首都北京市北京朝阳站至黑龙江省双鸭山市双鸭山西站的高速动车组列车，自2023年7月1日起开行，客运里程1645公里，途经北京市、河北省、辽宁省、吉林省、黑龙江省四省一市，现由哈尔滨局集团哈尔滨客运段担当客运乘务。

## 历史
2021年6月25日，新增北京朝阳~佳木斯G3603/3604次列车。
2022年4月8日，G3604次列车延长至七台河西站始发，车次调整为G3609/3608次。
2022年10月11日，为方便双鸭山市民出行，满足双鸭山市民无需换乘直达北京的出行需求，G3609/8次增加双鸭山西站停靠。
2023年7月1日，配合京哈高铁运行图第二次重排，新开行北京朝阳~双鸭山西G3641/3644、G3643/3642次列车1对。
2025年7月1日，配合京哈高铁京沈段提质达标至350km/h运营，重新安排京哈高铁的列车运行图，其中本次列车的车次调整为G3514/3515、G3513/3516次列车，但车底、交路与担当路局均不变。

## 使用列车
本对列车现使用配属哈尔滨局集团哈尔滨西动车运用所的CRH380BG。